# Akasha (album)
Az Akasha Okui Maszami tizennegyedik stúdióalbuma, mely 2009. február 25-én jelent meg az Evolution kiadó jóvoltából.

## Érdekességek
- Az albumon a megszokott rockos hangzás mellett tradicionális keleti szólamok is megszólalnak, ezzel egyedivé téve az albumot.
- Mivel az albumot kicsit jobban reklámozta az énekesnő, ezért egy kicsivel jobban szerepelt, mint az előző pár év albumai, a hatvannyolcadik helyet érte el a japán heti lemezeladási listán, és több hétig szerepelt rajta.
- Eredetileg 2008. november 5-én jelent volna meg (a Melted Snow kislemezzel együtt), de az énekesnő a 2008-as JAM Project világkörüli turnéról súlyos betegen tért haza, ezek után orvosának tiltása ellenére vállalta a 2008-as Animelo Summer Live fellépést, ezután súlyosbodott a betegsége, így az album megjelenését is csúsztatni kellett.

## Dalok listája
1. Theme of Akasha 2:24
2. Love Shield 3:56
3. Insanity 4:01
4. Lovers 4:38
5. Súsoku (愁色?) 3:43
6. Orange (オレンジ?) 4:46
7. Shape of Myself 4:25
8. Melted Snow 5:27
9. Total Eclipse 4:19
10. Blue (Noble Flame) 4:09
11. Akasha 5:54
12. Venus 4:52

## Albumból készült kislemezek
- Insanity (2007. november 21.)
- Melted Snow (2008. november 5.)